# Cantó de Llemotges Cornhac
El cantó de Llemotges Cornhac és un cantó francès del departament de l'Alta Viena, situat al districte de Llemotges. És format per part del municipi de Llemotges.

## Municipis
- Llemotges

## Història
| Data d'elecció                           | Identitat               | Partit | Qualitat |
| ---------------------------------------- | ----------------------- | ------ | -------- |
| 1982-                                    | Jean-Jacques Dubouchaud | PS     |          |
| les dades anteriors no són pas conegudes |                         |        |          |
|                                          |                         |        |          |

## Demografia
| 1962 | 1968 | 1975 | 1982 | 1990 | 1999 | 2006  |
| ---- | ---- | ---- | ---- | ---- | ---- | ----- |
| -    | -    | -    | -    | -    | -    | 9.379 |